# 辛店镇 (邢台市)
辛店镇，是中华人民共和国河北省邢台市任泽区下辖的一个乡镇级行政单位。

## 行政区划
辛店镇下辖以下地区：
桥西村、桥东村、双蓬头村、留垒村、孔留垒村、杨留垒村、辛留垒村、象牙寨村、象王庄村、象郭庄村、东太平庄村、白家村、辛庄村、曹栗董村和东王庄村。